# Friends (canção de Justin Bieber e BloodPop)
"Friends" é uma canção do cantor e compositor canadense Justin Bieber e do produtor e compositor americano BloodPop. Foi escrita por Bieber, Julia Michaels, Justin Tranter e BloodPop, e produzida pelo ultimo. A canção foi lançada pela GENPOP Corporation, RBMG Records, School Boy Records, Def Jam Recordings e Republic Records, em 17 de agosto de 2017. Este é o primeiro single de Bieber, como artista principal, a ser lançado em mais de um ano, o anterior sendo "Company", lançado em março de 2016, para seu álbum de estúdio Purpose (2015).

## Antecedentes
Em julho de 2017, Bieber tocou para os fãs um clipe da canção, no aeroporto de Milão. Em 13 de agosto de 2017, Bieber deu uma primeira prova do single por tuitar: "Can we still be friends". Em 14 de agosto de 2017, Bieber anunciou um futuro lançamento no Twitter e no Instagram, e a capa do single que apresentava uma ilustração monocromática de dois pássaros destruindo um verme, em frente ao titulo, escrito em amarelo de marcador, com a legenda: "Música nova. Quinta-feira. Meio dia". Julia Michaels e Justin Tranter revelaram mais tarde, nas mídias sociais, que haviam co-escrito a canção.

## Recepção crítica
Hugh McIntyre da revista Forbes opinou que "tudo sobre a canção é polido e perfeitamente adequado para dominar as ondas de rádio durante o resto do verão". Spencer Kornhaber, da revista The Atlantic, chamou o single de "electro elegante" e "o zilhionésimo filho de "Sweet Dreams (Are Made of This)", do Eurythmics" a abordar o público nas últimas três décadas". Ele escreveu que BloodPop forneceu "uma batida insistente", "uma estrutura de verso-prérefrão-refrão bem amarrada" e "uma pegada sem uso de palavras, que está na moda". Jordan Sargent da revista Spin acha que os quatro compositores "parecem assentir abertamente àquela canção", e que a canção "tem os mesmos pequenos preenchimentos com batidas de bateria que 'Sorry', bem como seus altos contrapontos vocais". Beth Shilliday do site Hollywood Life concluiu: "Tem todas as incríveis batidas de [BloodPop] que fluem entre pop e EDM de forma impecável. É só adicionar a sexy voz de Biebs e é a receita para uma vitória musical!" Brittany Spanos da revista Rolling Stone sentiu que Bieber "trocou as inclinações ao tropical house de seus sucessos anteriores para uma direção mais pop" com esta canção. Maeve McDermott do jornal USA Today opinou que a canção "finalmente liberta Bieber da prisão sem alma de tropical house de seus outros trabalhos de EDM. Nicholas Hautman da revista Us Weekly chamou a canção de uma "batida inspirada em EDM". Jordan Coley, do site The Ringer, descreveu a canção como "189 segundos de inexpressivo sucesso padrão de Bieber". Shannon Carlin da revista Bustle considerou a faixa como "um hit de verão" e sentiu que "ela era chiclete pra caramba". Alicia Adejobi, do site International Business Times, acha que a canção "embrulha uma batida de EDM". Phil Witmer da revista canadense Vice escreveu que a canção "soa muito como um remix synth-disco de "Sorry", na qual "a progressão de acordes é exatamente a mesma". Beatrice Hazlehurst da revista Paper chamou a canção de "um desavergonhado sucesso das pistas".

## Créditos
Créditos adaptados do Tidal.
- Justin Bieber – composição
- BloodPop – composição, produção, teclado, vocais de apoio, baixo, simtetizador
- Julia Michaels – composição, vocais de apoio
- Justin Tranter – composição
- Josh Gudwin – engenharia, engenharia de gravação
- Michael Freeman – assistente de mixagem
- Spike Stent – mixagem